# Yumi Umeoka
Yumi Umeoka (梅岡 由美, Umeoka Yumi) is een Japans voormalig voetbalster.

## Carrière
Umeoka speelde voor Prima Ham FC Kunoichi.
Umeoka maakte op 15 juni 1997 haar debuut in het Japans vrouwenvoetbalelftal tijdens een wedstrijd tegen China. Zij nam met het Japans vrouwenvoetbalelftal deel aan het Aziatisch kampioenschap 1997. Daar stond zij in twee de wedstrijden van Japan opgesteld en Japan behaalde brons op de Olympische Spelen. Ze heeft vier interlands voor het Japanse vrouwenelftal gespeeld.

## Statistieken
| Japans vrouwenvoetbalelftal | Japans vrouwenvoetbalelftal | Japans vrouwenvoetbalelftal |
| Jaar                        | Wed.                        | Dlp.                        |
| --------------------------- | --------------------------- | --------------------------- |
| 1997                        | 3                           | 0                           |
| 1998                        | 1                           | 0                           |
| Totaal                      | 4                           | 0                           |